# Vallende ster (Van der Werf)
Vallende ster is een sciencefictionroman geschreven door Sjoerd van der Werf. Van der Werf was van huis uit geen romanschrijver. Hij was onderzoeksjournalist van de NRC op het gebied van ruimtevaart. Hij gaf dan ook op de achterflap aan, dat dit eigenlijk geen sciencefictionverhaal is, maar een verslag van wat zou kunnen gebeuren, nu of in de nabije toekomst. In 1979 was de Koude Oorlog nog volop gaande en ging men ook steeds meer uit van een Chinese dreiging. Van der Werf is ook de auteur van Tweelingen in de ruimte en Avontuur in de kosmos.

## Synopsis
De Sovjet-Unie lanceert het ruimteschip Ster-1. Bij de lancering gaat iets mis waardoor het vaartuig haar laatste stap, een hogere omloopbaan, niet kan volbrengen. Integendeel, het ruimtevaartuig maakt onverwachte bewegingen en dreigt neer te storten. De Verenigde Staten, dan ook in de ruimte met ruimteveren, zien met lede ogen aan dat een eerste reddingspoging van de Russen zelf mislukt. De Amerikanen hielden daar rekening mee en zijn vlak in de buurt als de Russen hun eerste reddingspogingen moeten staken. De NASA biedt zijn hulp aan die maar schoorvoetend wordt geaccepteerd. Ondertussen vindt op aarde een evacuatie plaats van het Belgische dorp Sankt Vith. Men heeft berekend, dat het ruimteschip met kernaandrijving neerstort, mocht verder ingrijpen niet helpen. Om besmetting met radioactief materiaal te voorkomen, wordt het wild rondom het dorp opgejaagd en doodgeschoten. Tijdens het overleg tussen de SU en de VS zit China niet stil. Ze had al bekeken of er kernwapens aan boord van het Russische ruimtestation waren. Bij ontkennend bericht lanceert het op zijn beurt een raket om bij de reddingsmissie te assisteren.